# Joseph Bienaimé Caventou
Joseph Bienaimé Caventou (30 de junho de 1795 - 5 de maio de 1877) foi um farmacêutico francês. Foi professor na École de Pharmacie (Escola de Farmácia) em Paris. Ele colaborou com Pierre-Joseph Pelletier em um laboratório parisiense localizado atrás de um boticário. Ele foi pioneiro no uso de solventes suaves para isolar uma série de ingredientes ativos de plantas, fazendo um estudo de alcalóides de vegetais. Entre seus sucessos estavam o isolamento dos seguintes compostos:
| Ano  | Composto(s) isolado(s) | Fonte          |
| ---- | ---------------------- | -------------- |
| 1817 | Clorofila              |                |
| 1817 | Emetina                | Ipecacuanha    |
| 1818 | Estricnina             | Nux vomica     |
| 1819 | Brucine                | Nux vomica     |
| 1820 | Cinchonina e quinina   | casca de quina |
| 1821 | Cafeína                |                |

O sulfato de quinina mais tarde provou ser um remédio importante para a doença da malária. A quinina é o ingrediente antimalárico ativo na casca da árvore cinchona.
Nenhum dos parceiros optou por patentear a descoberta desse composto, liberando-o para uso de todos. Em 1823 eles descobriram nitrogênio em compostos alcalóides. Outros compostos que descobriram incluem colchicina e veratrina.
A cratera Caventou na Lua recebeu seu nome.